# Aéroport Seymour
L'Aéroport Écologique des Galapagos Seymour (code IATA : GPS • code OACI : SEGS) est un aéroport situé sur l'île Baltra (également appelée Seymour sud), dans les îles Galápagos, archipel appartenant à l'Équateur.

## Histoire
Durant la Seconde Guerre mondiale, l'aéroport fut utilisé par la sixième force aérienne de l'aviation américaine afin de défendre la côte sud-américaine et le canal de Panamá contre les sous-marins japonais. Les premiers personnels américains débarquèrent à Seymour Island Airfield le 9 avril 1942.
Les unités affectées à cet aéroport furent :
- le 52d Fighter Squadron (32d Fighter Group), 5 juin-1er décembre 1942 (P-40 Warhawk) ;
- le 51st Fighter Squadron (32d Fighter Group, puis XXVI Fighter Command) 9 décembre 1942-4 mars 1944 (P-40 Warhawk) ;
- le 3d Bombardment Squadron (6th Bombardment Group) 4 mai 1942-12 mars 1943 (LB-30 (B-24A Liberator) ;
- le 29th Bombardment Squadron (6th Bombardment Group) 13 mai 1943-10 avril 1944; 26 avril-octobre 1945 (B-24 Liberator) ;
- le 45th Bombardment Squadron (40th Bombardment Group) 18 février-22 mai 1943 (LB-30 (B-24A Liberator) ;
- le 74th Bombardment Squadron (VI Bomber Command) 21 août 1944-13 février 1945 (B-24 Liberator) ;
- le 397th Bombardment Squadron (VI Bomber Command) 7 avril 1944-6 février 1945 (B-24 Liberator).

Le 30 septembre 1945, la plupart du personnel fut évacuée par les forces américaines. Le complexe militaire fut démantelé le 30 avril 1946, ne laissant en place qu'une unité de communications, rapatriée le 29 février 1948.
De nos jours, la plupart des emplacements de stationnement existent toujours, ainsi qu'une ancienne piste dirigée Nord-Ouest/Sud-Est abandonnée après la guerre mais demeurant en assez bon état.

## Situation
| \| 100 km1:8 036 000 \|Seymour San Cristóbal Cuenca Esmeraldas Guayaquil Latacunga-Cotopaxi Manta Salinas Machala/Santa Rosa Tulcán Quito Coca Lago Agrio Loja Macas |
| 100 km1:8 036 000 |

## Compagnies aériennes et destinations
| Compagnies      | Destinations                           |
| --------------- | -------------------------------------- |
| Avianca Ecuador | Guayaquil-J. J.-Olmedo, Quito-M. Sucre |
| Equair          | Quito-M. Sucre                         |
| LATAM Ecuador   | Guayaquil-J. J.-Olmedo, Quito-M. Sucre |

Édité le 12/01/2022

## Porte d'entrée du parc national des Galápagos
Désactivées le 29 février 1948, les installations américaines furent alors cédées au gouvernement équatorien. Si l’aérodrome est toujours officiellement une base militaire équatorienne en 2010, Seymour fut jusqu’en 1986 le seul aéroport desservant les Galápagos. Depuis l’ouverture de l’aéroport de San Cristóbal, l’archipel est mieux desservi depuis le continent mais les appareils privés s’y rendant sont contraints de se poser à Seymour, seul aéroport de la région à disposer de hangars pour y abriter les avions. Pour autant l’aéroport n’est pas ouvert au trafic de nuit.
Principal point d’entrée pour visiter le parc national des Galápagos, l’aéroport n’est desservi régulièrement que par les compagnies équatoriennes, depuis Quito et Guayaquil. Après avoir longtemps bénéficié d’un monopole de fait, la compagnie militaire TAME partage aujourd’hui la desserte de l’île avec LAN Ecuador, Aerogal assurant depuis sa création en 1986 une navette quotidienne avec l'île San Cristóbal.
Depuis 2007 le gouvernement équatorien s’est engagé à faire des efforts pour préserver la nature dans tout l’archipel des Galapagos et annoncé un programme de modernisation des installations aéroportuaires qui devait s’achever en 2011. La nouvelle aérogare a été inaugurée en décembre 2012.

## Description des installations
L'aéroport, situé à 63 mètres d'altitude, possède une unique piste opérationnelle de 2 401 mètres de long sur 35 mètres de large,. L'aéroport accueille 400 000 passagers par an.
Depuis son réaménagement en 2012, l'aéroport est vanté comme le « premier aéroport 100 % vert », selon l'entreprise argentine qui a obtenu la concession de l'aéroport, Corporacion América, par la voix de son directeur Ezequiel Barrenechea. Les travaux, qui ont coûté 40 millions de dollars, ont consisté à démonter les installations existantes, récupérer ce qui était récupérable — notamment le bois d’œuvre des hangars — et réaliser des travaux conformes aux normes environnementales ; la structure est faite de bois réutilisé et de pierre volcanique locale, et l'énergie de l'aéroport provient de trois éoliennes et de panneaux solaires. Après 15 mois de travaux, les 6 000 m2 de nouvelles installations ont été inaugurées en mars 2013, et ont été labellisées « Leed Gold » par l'U.S. Green Building Council (en) en 2014. Il s'agit à cette date du seul aéroport intégralement labellisé au monde.